# ستانلي لارسون ولش
ستانلي لارسون ولش (بالإنجليزية: Stanley Larson Welsh)‏ هو عالم نبات أمريكي، ولد في 1928.